# Fischer-Hepp-Umlagerung
Die Fischer-Hepp-Umlagerung ist in der Chemie eine Umlagerungsreaktion, die nach ihren Entdeckern, den deutschen Chemikern  Otto Philipp Fischer (1852–1932) und Eduard Hepp (1851–1917) benannt wurde.

## Übersichtsreaktion
Bei der Fischer-Hepp-Umlagerung wird ein aromatisches Nitrosamin 1 in eine isomere Nitroso-Verbindung 2 umlagert.
Sie ermöglicht die Synthese von N-monoalkyliertem Anilin, das in para-Stellung durch eine Nitrosogruppe substituiert ist:
Die Umlagerung erfolgt durch Einwirkung von Salzsäure auf das Nitrosamin 1. Die chemische Ausbeute der Reaktion ist unter diesen Bedingungen generell gut, vermindert sich aber oft bei Verwendung einer anderen Säure.

## Mechanismus
Der genaue Reaktionsmechanismus ist unbekannt, offensichtlich handelt es sich jedoch um eine intramolekulare Reaktion, da die Umlagerung auch in Gegenwart von Harnstoff erfolgt, der salpetrige Säure oder Nitrosylchlorid abgefangen hätte. Nachfolgend wird ein möglicher Reaktionsmechanismus dargestellt: